# الهندوسية في ميانمار
يعتنق الهندوسية في ميانمار (بورما) حوالي 252,763 شخص. وقد تأثرت الهندوسية في ميانمار بالبوذية فيوجد في العديد من المعابد الهندوسية في البلاد تماثيل لبوذا. وتعد هذه الأعداد تقديرية بسبب عدم إجراء أي تعداد موثوق للسكان في بورما منذ الحقبة الاستعمارية ولأن غالبية الأشخاص يُرجح أنهم لم يكشفوا عن ديانتهم. ومعظم الهندوس هم من البورميين ذوي الأصول الهندية. 
| السنة | النسبة | الزيادة |
| ----- | ------ | ------- |
| 1973  | 0.4%   | -       |
| 1983  | 0.5%   | +0.10%  |
| 2014  | 0.5%   | -       |

## التاريخ

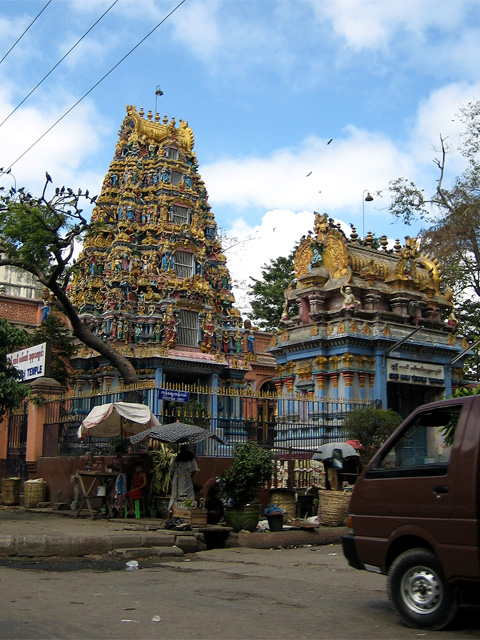
معبد شري كالي في يانغون

دخلت كل من الهندوسية والبوذية إلى بورما خلال الأزمان القديمة الغابرة. ويعود أصل الاسمين المستخدمين للإشارة للبلاد ألا وهما بورما وميانمار إلى الهندوسية؛ فاسم بورما هو المكافئ الصوتي للنصف الأول من اسم «براهما ديشا» وهو الاسم القديم للبلاد الذي تعرض للتحريف من قبل مسؤولي الاستعمار البريطاني. وتمثل براهما جزء من الثالوث الهندوسي وهي عبارة عن آلهة لها أربعة أيدي. أما بالنسبة للاسم ميانمار فهو اللغة المحلية وهي نقحرة لاسم «بورما» حيث أن حرفي الباء والميم متبادلان الاستخدام.
تعد جبال أراكان حاجزاً جبلياً طبيعياً يقع بين بورما والهند، وقد حدثت هجرة الهندوسية والبوذية إلى بورما بالتدريج عبر مانيبور وعلى يد التجار الجنوب آسيويين عن طريق البحر. وأثرت الهندوسية إلى حد كبير في البلاط الملكي للملوك البورميين خلال عصر ما قبل الاستعمار ويُلاحظ هذا في النمط المعماري السائد للمدن مثلما في باغان. وبالمثل، أخذت اللغة البورمية الكثير من المفردات من اللغتين السنسكريتية والبالية وحملت كثير من هذه المفرادات طابعاً دينياً.
شهدت بورما بمرورِ الزمن تحولاً بفعل توارد وصول الأفكار وانصهار الثقافات خلال العصور القديمة والوسطى، ولكن حصلت النقلة النوعية الكبيرة خلال القرنين التاسع عشر والعشرين حينما أحضرت الحكومة الاستعمارية البريطانية أكثر من مليون عامل هندوسي للعمل في الحقول والمناجم. كما وعمل البريطانيون على إحاطة المركز السكني الأوروبي بالمهاجرين الهنود حيث رأوا أن هذا وفر لهم قداراً من الأمن والحماية من عمليات السرقة والإغارة التي نفذتها القبائل المحلية. كانت نسبة 55% من سكان يانغون بحسب تعداد للسكان يعود لعام 1931 من المهاجرين الهنود وكان معظمهم من الهندوس.
اتبع حزب البرنامج الاشتراكي بقيادة ني وين سياسات قائمة على رهاب الأجانب بعد نيل البلاد لاستقلالها عن بريطانيا فطرد نحو 300,000 شخص من أصولٍ هندية (معظمهم كانوا هندوساً) ومعهم نحو 100,000 صيني خلال الفترة الممتدة من عام 1963 حتى 1967. وأدت السياسة التي اتبعتها الهند في تشجيع المظاهرات الديمقراطية في بورما إلى تعرض الهندوس للاضطهاد في البلاد، ودفعت الحكومة البورمية إلى الانتقام من الهند من خلال دعم الجماعات اليسارية المتمركزة في ولايات شمال شرقي الهند.

## الحالة المعاصرة

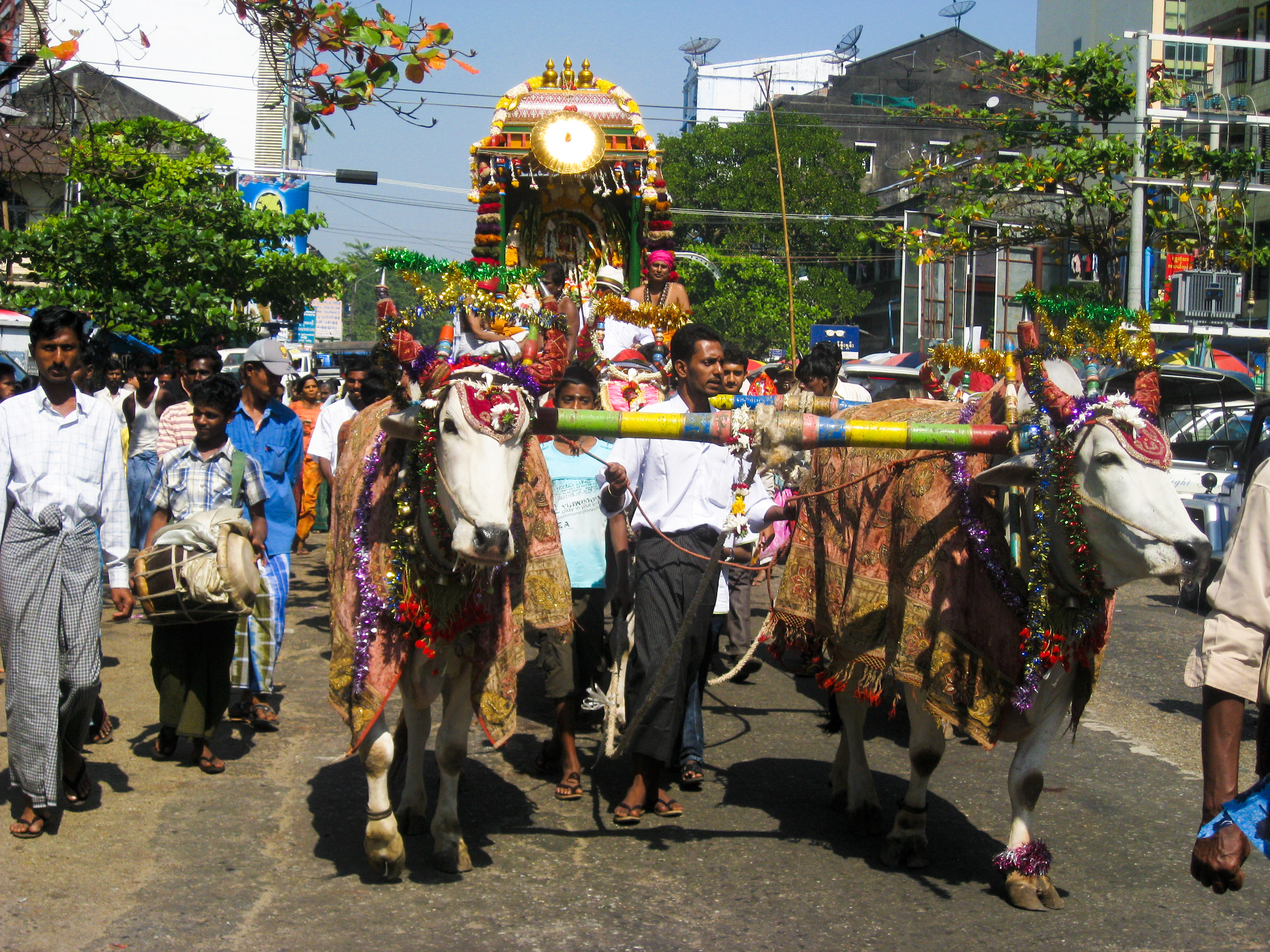
موكب شعائري هندوسي في يانغون

ما زالت العديد من جوانب الثقافة الهندوسية تفرض تأثيرها في بورما حتى الوقت الحاضر، ويُلاحظ ذلك في الثقافة البوذية السائدة. فمثلاً، تعود أصول ثاغيامين الذي يجري عبادته إلى الآلهة الهندوسية إندرا. كما أثرت الهندوسية على الأدب البورمي ومنها أُخِذت رامايانا التي يطلق عليها ياما زاتداو (بالبورمية: ရာမဇာတ်တော်). ويعبد كثير من الشعب البورمي عديد الآلهة الهندوسية مثل ساراسواتي (ويُعرف باسم ثوياثادي بالبورمية) وهي آلهة المعرفة ويتم عبادتها قبل إجراء الفرد للفحوص الدراسية والآلهة شيفا التي يُطلق عليها باراميزوا، ويُطلق على فيشنو اسم ويثانو وغيرها. وكثير من هذه الأفكار مأخوذة عن الآلهات أو النات السابعة والثلاثون الموجود في الثقافة البورمية.
يعيش معظم الهندوس بميانمار في المراكز الحضرية مثل يانغون وماندالاي. أما المعابد الهندوسية القديمة فتوجد في الأجزاء الأخرى من البلاد مثل معبد ناثلوينغ كيونغ المكرس للإله فيشنو والعائد للقرن الحادي عشر ميلادي في باغان.